# Paracaigudes

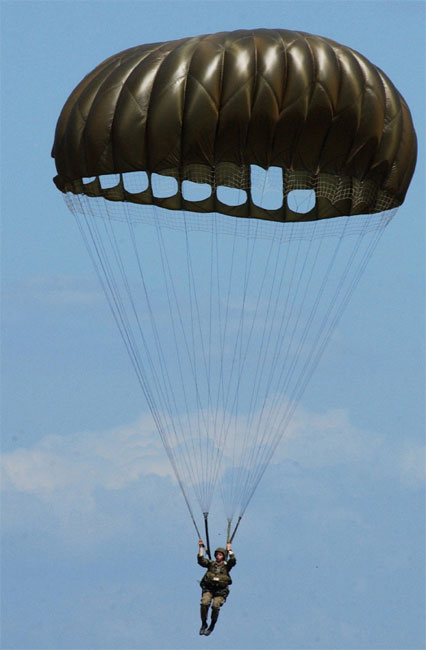
Paracaigudes

Un paracaigudes és un aparell que permet de reduir la velocitat d'un cos dins l'atmosfera, en una caiguda des de gran altitud. És un velam que adopta una forma més o menys cupular en desplegar-se –semblant a un gran para-sol– que serveix per a reduir la velocitat d'una persona o un objecte que cau de grans altituds. Forma part de l'equip dels avions com a dispositiu d'urgència.
Hi ha paracaigudes especials per a desaccelerar la caiguda naus espacials, coets experimentals, avions i cotxes esportius.

## Introducció
El terme «paracaigudes» està gairebé sempre associat a la seguretat aeronàutica i, per tant, el seu ús gairebé exclusiu actualment és per als elements de supervivència que desacceleren les possibles caigudes de persones i objectes des d'avions, globus aerostàtics o altres objectes que es puguin ubicar a certa altura perillosa respecte a terra.
El paracaigudes rodó és el més conegut (va ser el més usat durant el segle xx) va ser inventat en el segle xix com a mètode salvavides per als que ascendien a aeròstats d'aire escalfat; es tracta d'un velamen gran amb forma de paraigües utilitzat per reduir la velocitat d'una persona o un objecte que cau per l'aire, i que es transporta als avions com a dispositiu d'emergència, inicialment es fabricava amb seda. L'invent del paracaigudes sol ser atribuït als xinesos antics com una variació d'un gran estel capaç de sostenir importants pesos; els paracaigudes de niló van ser inventats pels aliats a mitjans de la Segona Guerra Mundial quan les principals zones productores de seda estaven en poder del Japó.

Els paracaigudes triangulars o en forma de delta es van inventar a mitjans dels anys 1950 com a paracaigudes direccionals (la seva evolució va donar lloc a l'aladeltisme), més concretament els paracaigudes triangulars o delta es van plantejar per intentar un aterratge (no un amaratge) sobre pista de les càpsules espacials del programa Gemini nord-americà a mitjans dels anys 1960. Els actualment difosos paracaigudes rectangulars que posseeixen força direccionabilitat i capacitat de planeig van ser inventats en el context de la Guerra Freda per permetre operacions sorprenents de les forces de comandament.
Alguns paracaigudes tenen un petit tros de tela al centre que es manté tancat però que s'expandeix quan s'obre el paracaigudes, de manera que minimitza l'estirada inicial de la desacceleració.

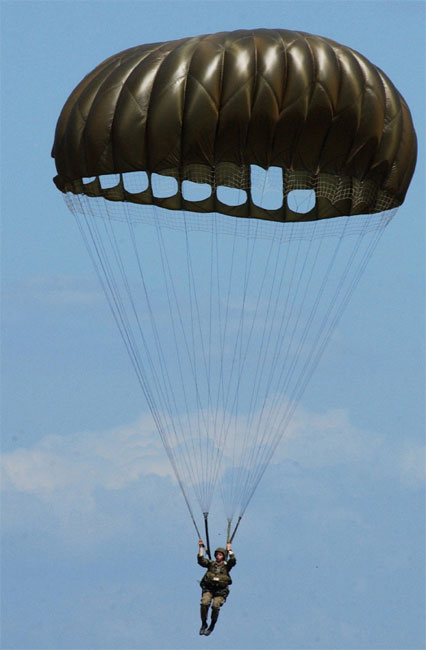
Paracaigudes

Les cordes del paracaigudes estan cosides a les costures dels panells, passant sobre la part superior d'aquest. El paracaigudista està equipat amb un arnès d'estructura resistent que passa sobre les espatlles, al voltant del cos i entre les cames; alhora, aquest arnès està unit al paracaigudes. El paracaigudes es doblega de forma compacta en una bossa de tela que alhora s'allotja dins del contenidor. El paquet està dissenyat de manera que s'obri ràpidament i ordenadament. Les cordes són ordenades i subjectades majoritàriament amb bandes elàstiques. Els sistemes d'obertura poden ser a través duna corda de tancament anomenat cordó d'obertura. El paracaigudes està equipat amb un altre més petit que surt acomiadat del paquet en estirar el cordó d'obertura i que arrossega el paracaigudes principal; en els sistemes esportius aquest va ubicat sota el contenidor i és llançat directament per produir l'obertura.
Un paracaigudista es llança o es deixa caure des d'una aeronau i pot obrir els seus paracaigudes després d'un interval de 3 segons. Això permet al paracaigudista separar-se prou lluny per assegurar-se que l'avió no destorbi l'obertura del paracaigudes. En el cas dels paracaigudes rodons, un cop obert la persona baixa a una velocitat d'uns 5,2 m/s, i arriba a terra amb un impuls menor que si hagués saltat des d'una alçada de 3 metres.

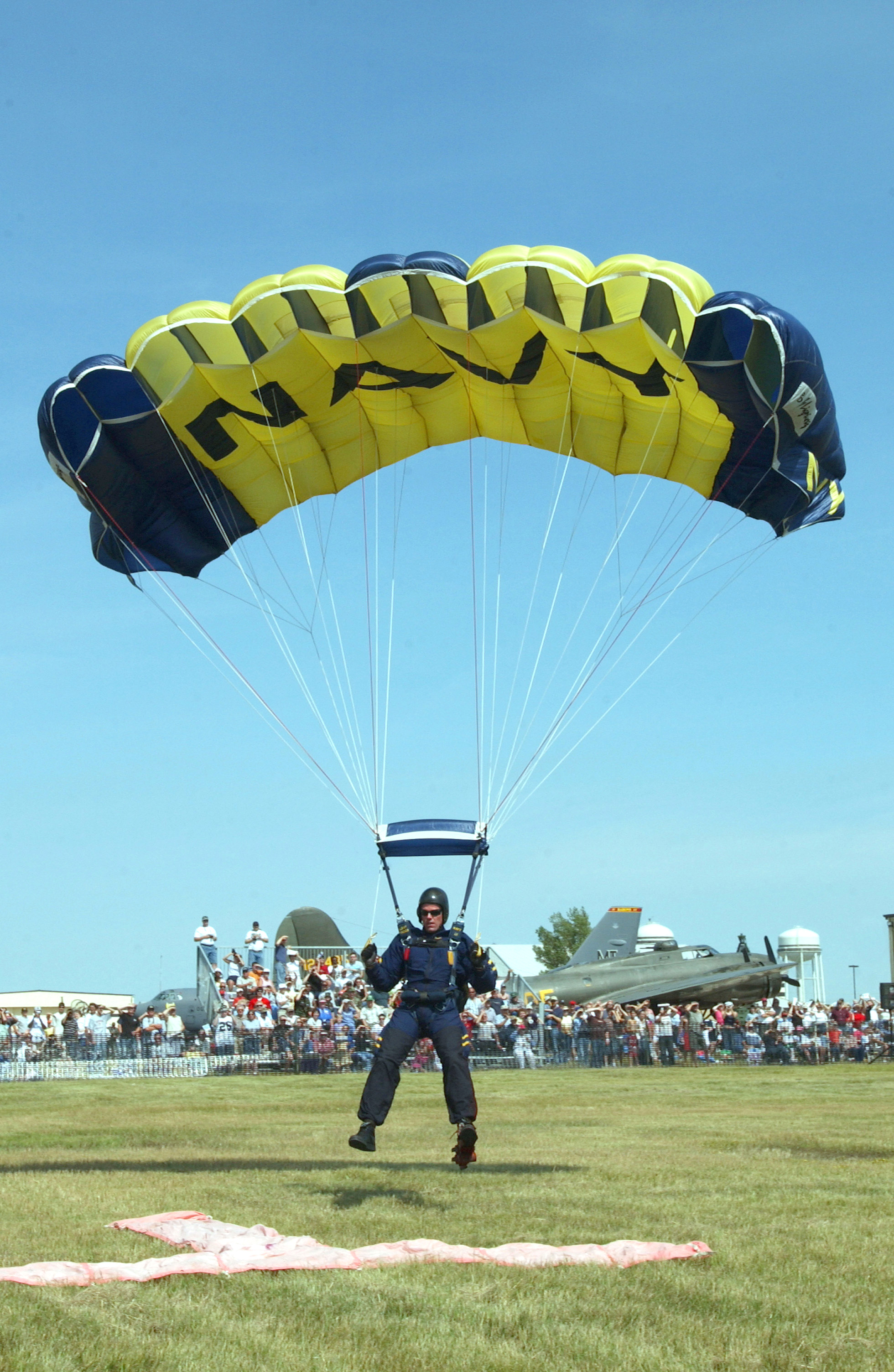
Paracaigudes esportiu.

El disseny dels paracaigudes ha anat millorant amb el pas del temps; hi ha dissenys especials que controlen la velocitat de descens, l'efecte del vent i mantenen l'estabilitat segons el pes i la forma de l'objecte que transporten. Altres paracaigudes especials s'utilitzen per desaccelerar naus espacials, coets experimentals, avions i cotxes esportius.
Els paracaigudes esportius moderns tenen forma rectangular o el·líptica i consten de dues capes de tela, una superior (extra) i una altra inferior (intra) unides per segments verticals de tela que separen l'ala en cel·les. La majoria dels paracaigudes moderns són de 9 o 7 cel·les. Una varietat d'alt rendiment són els anomenats 'cross braced', on cada cel·la és subdividida. Pel costat frontal (vora d'atac) hi ha boques que permeten al paracaigudes omplir-se d'aire i posar-se rígides formant l'ala en si. Per la part posterior (vora de fuga) estan tancades per impedir la sortida de l'aire i mantenir-se pressuritzades. Són elaborats en diversos tipus de tela que poden ser combinades. Les més utilitzades són el tipus F-111 o porosa o tipus ZP o zero porositat. Els conductors són les cordes o línies que el paracaigudista subjecta amb la mà i jala canviant l'angle posterior esquerre o dret del paracaigudes; jalandant tots dos alhora el paracaigudes frena la seva velocitat horitzontal i vertical per breus moments abans d'entrar en pèrdua o "stall". En els paracaigudes d'alt rendiment en el fet de tirar els dos conductors alhora quan el paracaigudes avança a màxima velocitat pot produir fins i tot l'ascens de l'ala i el paracaigudista. Els principis dels paracaigudes de salt B.A.S.E. i tàndem són els mateixos però amb les variants necessàries.
El parapent és una variant que a diferència del paracaigudes esportiu modern és més ample i té un perfil molt més aerodinàmic, cosa que li permet enlairar-se d'un vessant a peu, volar i remuntar-se a l'aire per períodes prolongats així com assolir grans distàncies en determinades condicions climàtiques. Un pilot expert pot desplaçar-se més de 200 km sense tocar el terra en poques hores.

## Disseny
Un paracaigudes per un salt d'un humà sol tenir un velam de 7,3 metres de diàmetre, compost per prop de 25 plafons de niló o seda. El velam té un petit forat central, que es pot obrir o tancar per a modular la velocitat de caiguda.
El paracaigudista porta un arnés de seguretat d'estructura resistent que passa per sobre les espatlles, al voltant del cos i entre les cames, que constitueix el talabard; al seu torn, aquest arnès està unit als cèrcols metàl·lics. Quan no s'usa, el paracaigudes es plega de forma compacta en una bossa de lona. El paquet està dissenyat de manera que s'obri de cop amb l'ajuda d'unes bandes de goma i uns ressorts metàl·lics en estirar una corda de tancament denominada «cordó d'obertura». També conté un segon paracaigudes auxiliar més petit, que surt impulsat del paquet en estirar el cordó d'obertura i que arrossega al paracaigudes principal.

### Components d'un paracaigudes personal
- Contenidor: és on es troben el/els paracaigudes.
- Arnès: és el conjunt que subjecta el pilot, des d'on sorgeixen les bandes que subjecten els contenidors a la persona.
- Campana principal: en els sistemes piggy-bag el paracaigudes principal va allotjat a la part inferior del contenidor i va unit a l'arnès pel sistema d'alliberament de tres anelles, situat sobre les espatlles.
- Campana de reserva: en els sistemes piggy-bag el paracaigudes de reserva es troba a la part superior del contenidor i està unit a l'arnès.
- Dispositiu d'obertura:
  - Anella d'obertura: és un cilíndric plàstic o una bola, generalment situat a la part superior del pilot extractor. Aquesta anella es troba al final del contenidor, a la butxaca, a la dreta. L'extracció de la bola, extreu el pilot extractor del paracaigudes.
  - Pilotet extractor: situat a la butxaca a la part inferior del contenidor. En llançar l'anella, extreu aquest pilotet, que amb l'aire provoca l'obertura del contenidor del paracaigudes principal.
- Dispositiu d'alliberament: permet separar el paracaigudista de la seva campana principal en cas d'emergència i es troba a la part frontal dreta de l'arnès.
- Dispositiu d'obertura de reserva: normalment situada a la part frontal esquerra de l'arnès. Permet la sortida del paracaigudes de reserva quan se n'estira.
- Sistema automàtic d'obertura: aquest sistema opcional s'activa a una velocitat determinada respecte a l'alçada preconfigurada i permet l'obertura automàtica del paracaigudes de reserva.
- RSL: és una cinta que connecta la campana principal amb el cable d'obertura de contenidor del reserva, per tant, permet que en efectuar l'alliberament del paracaigudes principal automàticament aquest s'extregui la campana de reserva.
- Els comandaments: permeten el maneig del paracaigudes una vegada obert.

## Paracaigudes esportiu
Els paracaigudes esportius moderns tenen forma rectangular o el·líptica i consten de dues capes de tela, una de superior i una altra d'inferior unides per segments verticals de tela que separen l'ala en cel·les. La majoria dels paracaigudes moderns són de 9 o 7 cel·les. Una varietat d'altes prestacions són els anomenats en anglès cross braced, on cada cel·la està, a més a més, subdividida. Pel costat frontal, la vora d'atac, existeixen boques que permeten al paracaigudes omplir-se d'aire i posar-se rígides formant l'ala en si. Per la seva part posterior, la vora de fuga, estan tancades per impedir la sortida de l'aire.
S'elaboren amb dos tipus de tela que poden ser combinades: F-111 o porosa i ZP o zero porositat. Els conductors són les cordes o línies que el paracaigudista subjecta amb la mà i controla canviant l'angle posterior esquerre o dret del paracaigudes; manipulant els dos alhora el paracaigudes frena la seva velocitat horitzontal i vertical durant breus moments abans d'entrar en una pèrdua o stall. En els paracaigudes d'altes prestacions és en tirar al mateix temps dels dos conductors quan el paracaigudes avança a màxima velocitat i es pot aconseguir, fins i tot, l'ascens de l'ala i del paracaigudista. Els principis dels paracaigudes de salt B.A.S.E. i tàndem són els mateixos però amb les variants necessàries.

## Història de l'element

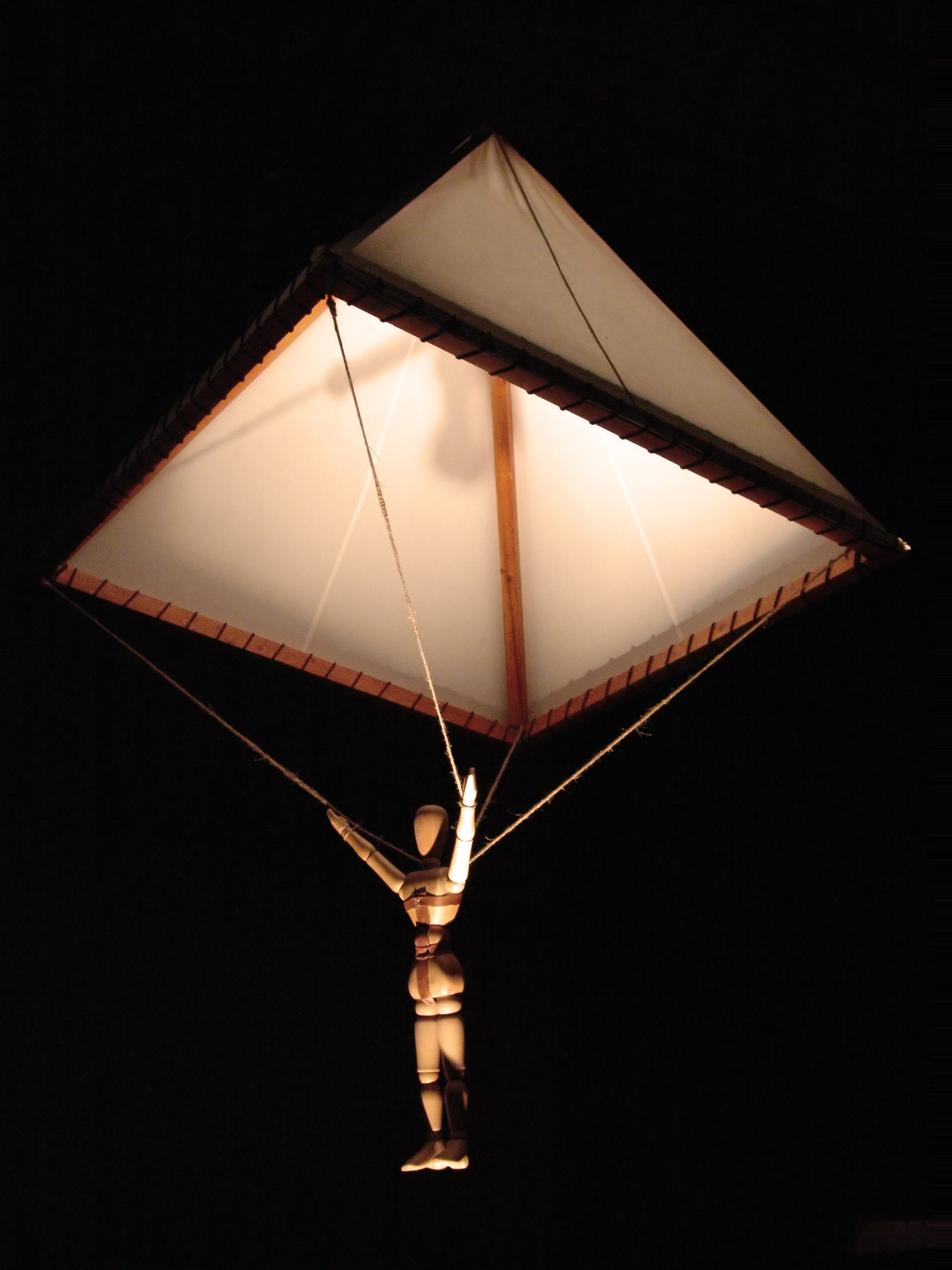
Model de paracaigudes basat en el disseny de Leonardo da Vinci.

El primer intent conegut de llançar-se en paracaigudes va tenir lloc a Còrdova, l'any 852, amb èxit parcial, ja que Abbàs ibn Firnàs, l'home que va saltar, va ferir-se en caure. Al segle xvi Leonardo da Vinci ja va desenvolupar el concepte.
El primer paracaigudes pràctic va ser inventat el 1783 per Louis-Sébastien Lenormand. L'aeronauta francès Jean-Pierre Blanchard va deixar caure un gos equipat amb un paracaigudes des d'un globus el 1785, i el 1793 va assegurar haver realitzat el primer descens humà amb èxit amb un paracaigudes. D'ara endavant, els paracaigudes van esdevenir un element habitual de l'equipament dels passatgers dels globus aerostàtics, i després de la Primera Guerra Mundial es van adoptar com sistemes de seguretat als avions.
Durant la Segona Guerra Mundial, els exèrcits van fer servir paracaigudistes, que eren llançats en zones situades darrere de les línies de l'enemic des d'avions de transport. En les guerres posteriors, els paracaigudes s'han utilitzat per deixar caure equipament pesat, com tancs, camions i canons. La tela d'un paracaigudes d'equipament pesat pot arribar a mesurar fins a 30 m de diàmetre.
En la dècada de 1970 el paracaigudisme esportiu es va fer molt popular, gràcies a un sistema d'alliberament ràpid del paracaigudes principal que, a més a més, n'obre un de reserva basat en els tres anells o cèrcols, dissenyat per l'enginyer Bill Booth que permetia a qualsevol persona realitzar l'esport fàcilment.
A Catalunya, l'escola de paracaigudisme esportiu d'Empuriabrava, és de les més conegudes d'Europa.

## El parapent
El parapent, també anomenat ala de pendent és una variant que a diferència del paracaigudes esportiu modern és més ampla i té un perfil molt més aerodinàmic, la qual cosa li permet enlairar-se des d'un pendent adequat, volar i remuntar-se en l'aire per períodes prolongats així com assolir grans distàncies en determinades condicions meteorològiques. Un pilot expert pot fer més de 200 km sense tocar el terra en tan sols unes hores.

## Marques

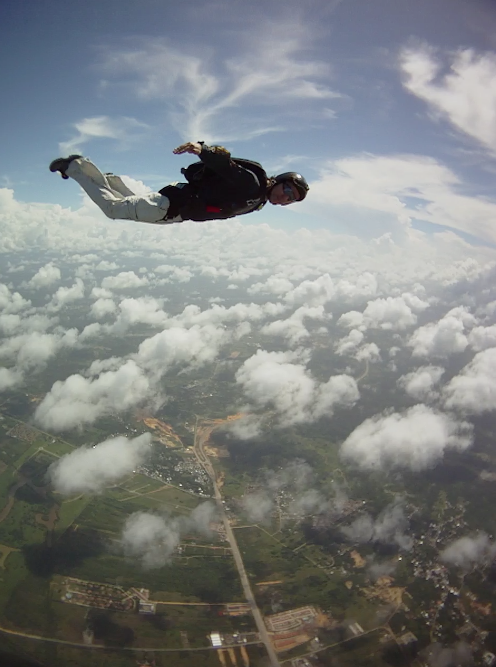
Un saltador en caiguda lliure a Veneçuela amb el seu paracaigudes a l'esquena

El 16 d'agost de 1960, Joseph Kittinger, en el Salt de prova Excelsior III, va establir la marca mundial mundial anterior per al salt en paracaigudes més alt. Va saltar d'un globus a una altura de 31.333 m (que també va ser un rècord d'altitud de globus pilotat en aquell moment). Un petit conducte estabilitzador es va desplegar amb èxit i Kittinger va caure durant 4 minuts i 36 segons. També va establir una marca mundial per a la caiguda lliure en paracaigudes més llarg, si es compta com a caiguda lliure la caiguda amb un paracaigudes estabilitzador. A una altitud de 5.300 m, Kittinger va obrir el seu paracaigudes principal i va aterrar fora de perill en el desert de Nou Mèxic. Tot el descens va prendre 13 minuts i 45 segons. Durant el descens, Kittinger va experimentar temperatures tan baixes com a −70 °C. A l'etapa de caiguda lliure, va aconseguir una velocitat màxima de 988 km/h o 274 m/s, o Mach 0,8.
Segons Guinness World Records, Ievgueni Andréiev, un coronel de la Força Aèria Soviètica, ostentava el rècord oficial de la FAI pel salt en paracaigudes de caiguda lliure més llarg (sense paracaigudes de frenada) després de caure de 24.500 m des d'una altitud de 25.457 m prop de la ciutat de Saràtov, Rússia l'1 de novembre de 1962, fins que Felix Baumgartner ho va trencar el 2012.
Felix Baumgartner va trencar la plusmarca de Joseph Kittinger el 14 d'octubre de 2012, amb un salt des d'una altitud de 38.969,3 m i assolint velocitats de fins a 1 342 km/h o 72,8 m/s, o gairebé Mach 1,1. Kittinger va ser assessor del salt de Baumgartner.
Alan Eustace va fer un salt des de l'estratosfera el 24 d'octubre del 2014, des d'una altura de 41.419 m. No obstant això, pel fet que el salt d'Eustace va involucrar un paracaigudes de frenada mentre que el de Baumgartner no ho va fer, les seves marques de velocitat vertical i distància de caiguda lliure romanen en diferents categories de rècords.

## Usos
A més de l'ús d'un paracaigudes per desaccelerar el descens d'una persona o objecte, un paracaigudes de frenada s'usa per ajudar a la desacceleració horitzontal d'un vehicle terrestre o aeri, inclosos avions d'ala fixa i drag racers, proporcionen estabilitat, com per ajudar a certs tipus d'avions lleugers en perill, caiguda lliure en tàndem; i com a pilot que activa el desplegament d'un paracaigudes més gran.